# Breakbeat

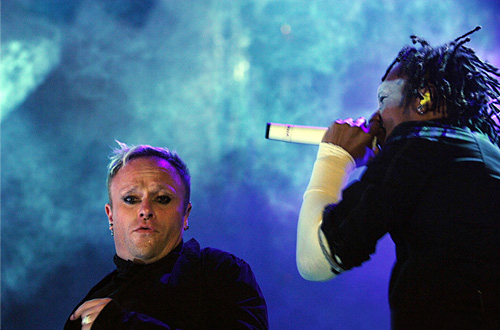
The Prodigy live in Zwitserland, 2007

Breakbeat is een verzameling van substijlen binnen de elektronische dansmuziek, die wordt gekenmerkt door gesyncopeerde "breakbeat"-ritmes die afwijken van de standaard "four-to-the-floor" van house, techno en trance. Het kent zijn oorsprong in de funk van bijvoorbeeld James Brown uit de jaren zestig en hiphop en electro uit de jaren zeventig en tachtig. Begin jaren negentig, tijdens de "rave"-gekte in Engeland, bereikte het genre het hoogtepunt van zijn populariteit met artiesten als Altern-8, Acen en vooral The Prodigy. In deze "hardcore" stijl werd het tempo steeds verder opgeschroefd zodat een nieuw genre zich uiteindelijk ontwikkelde, jungle wat later evolueerde tot drum 'n' bass.
In de jaren negentig ontwikkelde zich een nieuwe, door onder andere gitaarmuziek en old-school hip-hop geïnspireerde breakbeatstijl: big beat (ook wel "chemical beats" genoemd) met bekende artiesten als de Chemical Brothers, Propellerheads, Monkey Mafia, Bentley Rhythm Ace, Headrillaz en Fatboy Slim. In de Verenigde Staten was de door electro, Miami Bass en acid house geïnspireerde "funky breaks"-stijl populair (bijvoorbeeld The Crystal Method, DJ Icey en Uberzone).
Vanaf eind jaren negentig wordt de breakbeatmuziek gedomineerd door "nu skool breaks", een door drum 'n' bass geïnspireerd genre, met producers en dj's als de Plump DJs, Freq Nasty en Adam Freeland. Hybrid en BT zijn twee bekende namen binnen een ander nieuw genre, "progressive breaks", dat progressive house/trance mengt met breakbeat. Ook bracht de Londense UK garage-rage een mengstijl van garage en breakbeat voort, "2-step garage" of "breakstep", dat vervolgens weer grime voortbracht.
In Engeland heeft zich begin jaren negentig ook een rustiger breakbeatstijl ontwikkeld: "triphop", ook bekend als onder meer "downtempo" en "instrumental hiphop". Enkele grote namen binnen dit genre: Massive Attack, Tricky, Kruder & Dorfmeister en DJ Shadow. Een jazzy, vaak niet-elektronische versie hiervan wordt broken beats genoemd.
Ook is er uit drum 'n' bass een chaotische breakbeatstijl ontstaan, breakcore, een mengeling van allerhande door elkaar gehusselde beats en loops die elkaar meestal in duizelingwekkende snelheid opvolgen vaak in combinatie met overstuurde bassen en bewerkte samples. Enkele namen zijn Aphex Twin, Venetian Snares, Squarepusher en Autechre.
|  |  |  |  |

## Nederland
De Nederlandse breakbeatformatie Kraak & Smaak is internationaal bekend. De Nederlandse breakcoreproducer/dj Bong-Ra is ook bekend als dj en producer van allerhande muziekuitgaven, van ragga tot jungle.